# Gošići
Gošići su naselje u Boki kotorskoj, u općini Tivat.

## Stanovništvo

### Nacionalni sastav po popisu 2003.
- Srbi - 126
- Crnogorci - 43
- Neopredijeljeni - 21
- Hrvati - 5
- Ostali - 13

## Crkve u Gošićima
- Crkva Svetog Luke (Gošići)

## Vanjske poveznice
http://wikii.itam.ws/index.php/Crkva_Sv._Luke_%28Go%C5%A1i%C4%87i%29  Arhivirana inačica izvorne stranice od 7. lipnja 2008. (Wayback Machine)